# Leon Cabarroguis

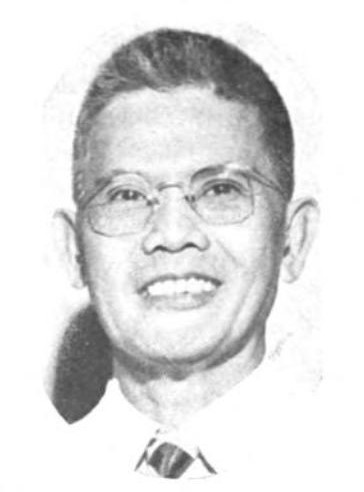
Leon Cabarroguis

Leon Cabangcla Cabarroguis (Narvacan, 9 april 1893 - ?) was een Filipijns politicus. Hij was gouverneur van de provincie Nueva Vizcaya van 1931 tot 1937 en lid van het Filipijns Huis van Afgevaardigden van 1946 tot 1953. Tevens was Cabarroguis een van de leden van van de Constitutionele Conventie van 1934-1935.

## Biografie
Leon Cabarroguis werd geboren op 9 april 1893 in Narvacan in de Filipijnse provincie Ilocos Sur. Zijn ouders waren Tomas Cabarroguis en Gregoria Cabanela. Cabarroguis voltooide zijn middelbare schoolopleiding aan National Academy, het latere National University. Later voltooide hij een accountantsopleiding middels afstandsonderwijs via De La Salle University. Ook slaagde hij in 1928 voor het examen voor certified public accountant (CPA). Cabarroguis werkte van 1912 tot 1918 voor het Bureau of Lands. Nadien werkte Cabarroguis onder meer voor de provincies Nueva Vizcaya, Sulu en Lanao. Van 1926 tot 1930 werkte hij voor het Bureau of Internal Revenue
In 1931 werd Cabarroguis gekozen tot gouverneur van de provincie Nueva Vizcaya. Drie jaar later werd Cabarroguis herkozen met een termijn tot 1937. In 1934 en 1935 was hij bovendien een van de afgevaardigde van de Constitutionele Conventie, waar de tekst van de Filipijnse Grondwet werd opgesteld. Bij de verkiezingen van 1941 werd Cabarroguis namens het kiesdistrict van Nueva Vizcaya gekozen in het Filipijns Huis van Afgevaardigden. Omdat kort na de verkiezingen het Japanse leger de Filipijnen binnenvielen, zouden de nieuw gekozen parlementsleden hun zetel in het Huis niet meer innemen. In 1946 en 1949 werd Cabarroguis herkozen. In zijn periode in het Huis, die duurde tot 1953, was hij onder meer verantwoordelijk voor de wet die de naar hem vernoemde gemeente Cabarroguis deed ontstaan.
Cabarroguis was getrouwd met Filemona Lopez. Samen kregen ze twee dochters.